# Joan Horvath
Joan Horvath ist eine US-amerikanische Filmproduzentin, Autorin und Theaterregisseurin, die 1970 für einen Oscar nominiert war.

## Biografie
Horvath machte ihren Bachelor of Fine Arts (BFA) an der Columbia University und belegte Kurse fürs Regiehandwerk. Bevor Horvath ins Filmgeschäft einstieg, arbeitete sie als Regisseurin und Produzentin am Theater. So wirkte sie als Regieassistentin an den Broadway-Produktionen L’Alouette des Dramatikers Jean Anouilh (deutsch: Jeanne oder Die Lerche), The Most Happy Fella und A Clearing in the Woods mit, bevor sie Mitglied der Directors Unit des Actors Studios wurde. Eine weitere Theaterproduktion, an der sie beteiligt war, war And the Wind Blows von Edgar da Rocha Miranda, das erste brasilianische Drama, das in den Vereinigten Staaten aufgeführt wurde. Zudem inszenierte Horvath Michael Hastings’ Don’t Destroy Me, das Debüt des britischen Dramatikers auf dem amerikanischen Markt. Ein weiteres Tätigkeitsfeld Horvaths sind Inszenierungen experimenteller Werke neuer Dramatiker am renommierten Westport Country Playhouse in Connecticut. Zu den Schauspielern, mit denen sie zusammengearbeitet hat, gehören unter anderem Charles Grodin, James Coburn, Burt Lancaster und Peter Bogdanovich. Ein weiteres Standbeim Horvaths ist ihre Arbeit als Lehrerin an der Tisch School of the Arts.
Ihre Arbeit als Regisseurin, Autorin und Produzentin brachte Horvath mehrere Auszeichnungen ein, darunter den Golden Eagle (Cine), den Blue Ribbon Award des American Film Festivals und den Chris Award des Columbus Film Festivals. Ihr Dokumentar-Kurzfilm Jenny Is a Good Thing über Kinder und Armut (1969), bei dem sie Regie führte, das Drehbuch schrieb und die Produktion übernahm, war Horvaths zwei Filmarbeit, nach der Immigrations-Dokumentation Nobody Goes There von 1965. Der Film über Einwanderung wurde für die Internationalen Kurzfilmtage Oberhausen in Deutschland ausgewählt und ist Bestandteil des National Immigration Museums auf Ellis Island. Ihr Dokumentarfilm Angry wurde im New Yorker Lincoln Center im Kino für Kinder gezeigt. Für PBS schuf Horvath eine Reihe von Filmen für die Sesamstraße des Children’s Television Workshops. Des Weiteren schrieb und inszenierte Horvath Family Follies, ein Musical und im Anschluss daran Woman-Child, ein Doku-Drama für die National Birth Defects Foundation. An der syndizierten TV-Talkshow Today’s Health zum Thema Wellness war sie als Autorin beteiligt. Für die Zeitschriften Report, National Board of Review und Mothering erstellte Horvath Film- und Videokritiken. Zudem ist sie die Autorin des Jugendbuchbestsellers Filmmaking for Beginners und arbeitete als Beraterin für den Bundesstaat West Virginia für einen Dokumentarfilm über Gesundheit auf dem Land.
1970 war Horvath für und mit ihrem Film Jenny Is a Good Thing für einen Oscar in der Kategorie „Bester Dokumentar-Kurzfilm“ nominiert. Im Film geht es um Vorschulkinder aus sozial schwachen Familien, die am Head-Start-Programm teilnehmen, das bemüht ist, die Bildungschancen der Kinder zu verbessern. Der Oscar ging jedoch an Robert M. Fresco und Denis Sanders und den Film Czechoslovakia 1968, der die Geschichte der Tschechoslowakei im Zeitraum 1918 bis 1968 zum Thema hat.
Das Kurzfilmdrama Spoiled Child (deutsch Verwöhntes Kind) stammt von 2012. Horvath hatte die Produktionsleistung inne. Eine in New York lebende Studentin, die zeitlebens verwöhnt worden ist, versucht an einem Wochenende, ihren Vater aus ihrem Leben zu drängen.

## Filmografie (Auswahl)
- 1965: Nobody Goes There (Immigrations-Dokumentation)
- 1969: Jenny Is a Good Thing (Dokumentar-Kurzfilm; Produzentin, Autorin, Regie)
- 1979: From Left to Right (Kurzfilm; Drehbuch, Regie)
- 2012: Spoiled Child (Kurzfilmdrama; Produktionsleitung)

## Auszeichnungen (Auswahl)
- Oscarverleihung 1970: Oscarnominierung für und mit  Jenny Is a Good Thing
- Auszeichnung mit dem Golden Eagle (Cine)
- Auszeichnung mit dem Blue Ribbon Award des American Festivals
- Auszeichnung mit dem Chris Award des Columbus Film Festivals